# Peta Zetas
As Peta Zetas ou Petazetas (e inglês Pop Rocks) são uma guloseima carbonada, muito popular entre os jovens e crianças nos anos de 1980 em Portugal, Espanha e EUA. A sua fama vinha do facto de ser uma guloseima que em contacto com a saliva tinha uma reacção química que causava a efervescência do doce e uma sensação de explosão na boca.

## História
As Petazetas foram uma ideia do químico William A. Mitchell em 1956, ao serviço da empresa norte-americana General Foods. A receita patenteada pela General Foods nesse ano, consistia na mistura de açúcar, lactose, xarope de milho, e alguns condimentos. No entanto as petazetas só entraram no mercado norte-americano em 1979, sem grande adesão dos consumidores e sem grande impacto nos mercados e acabaram por ser retiradas do mercado dos EUA em 1979, uma vez que os consumidores alertados por um falso mito urbano, pensavam que ao se misturar petazetas com Coca-Cola, iria desencadear-se uma explosão no estômago.
Quase de imediato a empresa espanhola Zeta Espacial S.A. compra os direitos de produção e renomeiam então o nome das guloseimas de Pop Rocks para Peta Zetas (nome utilizado nos países com língua de origem latina), assim, começam a exportar o produto para diversos países, entre os quais Portugal e EUA, (nos EUA como Frizz Wiz).
Nos EUA as petazetas chegam mesmo a superar o sucesso das Pop Rock, e a ganhar o apreço dos consumidores. Ao se averiguarem do tremendo sucesso da empresa espanhola, a empresa norte-americanos Kraft Foods compra os direitos de produção das petazetas em 1985, começando a produzir a este produto o mesmo ano com o nome de "Action Candy". No entanto a Kraft Foods não teve sucesso como a Zeta Espacial.